# 毒島誠
毒島 誠（ぶすじま まこと、1984年1月8日 - ）は、群馬県桐生市出身のボートレーサー。登録第4238号。身長163cm。血液型B型。92期。群馬支部所属。
妻に元競艇選手の池田幸美（登録第3962号）。師匠は江口晃生。弟子は江口の甥である伊久間陽優。同期に吉川喜継、大峯豊、安達裕樹らがいる。通算優勝数は57回、SG優勝数は9回

## 来歴
- やまと競艇学校時代、リーグ戦勝率5.83（準優出2、優出1、優勝1）の成績を残した。
- 2003年5月9日、桐生競艇場でデビュー（3着）[2]。同年7月20日、多摩川競艇場での一般競走初日第1レースで初勝利（25走目）。
- 2006年9月27日、鳴門競艇場での「第18回鳴門市長杯競走」で初優勝[2]。
- 2010年1月24日、浜名湖競艇場での「GI第24回新鋭王座決定戦」でGI初優勝（記念優出3回目）。同年5月25日、浜名湖競艇場での「SG第37回笹川賞」にSG初出場。同年7月14日、丸亀競艇場での「SG第15回オーシャンカップ」初日第3レースでSG初勝利[3]。
- 2013年9月1日、ボートレース丸亀で開催された SG「第59回ボートレースメモリアル」でSG初優勝[4]。
- 2017年11月26日、ボートレース下関で開催された SG「第20回チャレンジカップ」で2回目のSG優勝[5]。
- 2018年7月16日、ボートレース若松で開催された SG「第23回オーシャンカップ」で3回目のSG優勝[6]。
- 2018年8月27日、ボートレース丸亀で開催された SG「第64回ボートレースメモリアル」で4回目のSG優勝[7]。
- 2019年9月1日、ボートレース大村で開催された SG「第65回ボートレースメモリアル」で5回目のSG優勝[8]。
- 2019年10月27日、ボートレース児島で開催された SG「第66回ボートレースダービー」で6回目のSG優勝[9]。
- 2020年11月29日、ボートレース蒲郡で開催された SG「第23回チャレンジカップ」で7回目のSG優勝[10]。
- 2021年11月9日、ボートレース三国で開催された G1「開設68周年記念 北陸艇王決戦」にて8戦8勝のパーフェクト優勝を達成[11]。
- 2024年3月20日、ボートレース戸田で開催された SG「第59回ボートレースクラシック」で8回目のSG優勝[12]。
- 2024年7月15日、ボートレース津で開催された G2「第6回全国ボートレース甲子園」で1号艇1コースから逃げを決めて勝利し、初となる同競走2回目の優勝を果たす。
- 2024年12月22日、住之江競艇場で行われたSG第39回ボートレースグランプリで9回目のSG優勝。悲願のグランプリを制し7か所あるナイターレース場のSG完全制覇に王手をかけた（残るは地元・桐生競艇場のみである）。

## 選手特徴
- 代名詞「スーパーピット離れ」によるインコース奪取や、全国でもトップクラスのターンスピードによる全速ツケマイが特徴。
- 地元がナイター開催の桐生競艇場ということもあってナイター競走を得意とし、SG優勝歴9回のうち7回がナイターという実績を持ち、「ナイターキング」の異名をとる[13]。
- 桐生順平、茅原悠紀らの同世代実力者グループ「ニュージェネレーション」の一員とされる[14]。

## 人物
- もともと競艇選手になろうという思いはなく、高校卒業時には桐生市役所への就職を目指していた[15]。しかし、受験直前になって友人の叔父の競艇選手・柴田光から「背が小さいから（競艇）選手に向いてるね」と言われたことを思い出して進路を競艇選手一本に絞る[15]。試験には1回で合格できたものの、本人は「なぜ合格できたのかは僕の人生の中でも謎の出来事の一つだった」と語っている[13]。
- トレーニングの一環としてトライアスロンに参戦するのが趣味で、過去にハワイのホノルルトライアスロン[16]、石垣島トライアスロン[17]などへの参戦経験がある。
- 元MotoGPレーサーの青木宣篤と親交があり、2018年には青木を擁して鈴鹿8時間耐久ロードレースに参戦する「MotoMap SUPPLY」チームの総監督を務めたこともある[18]。
- 自然災害の被災地への支援を積極的に行っており、獲得賞金の一部を日本財団に寄付している。この活動により2020年5月に紺綬褒章を受章した[19]。
- タレントの福留光帆が毒島のファンである。

### SG
| タイトル                     | 優勝戦年月日   | 開催場 | 開催時間 | ST  | 決まり手 | 備考 | ※1 | ※2 |
| ---------------------------- | -------------- | ------ | -------- | --- | -------- | --- | -- | -- |
| 第59回モーターボート記念     | 2013年9月1日   | 丸亀   | ナイター | .02 | 逃げ     | 3号艇篠崎元志がフライング                                                                                         |    | 〇 |
| 第20回チャレンジカップ       | 2017年11月26日 | 下関   | ナイター | .13 | 逃げ     | | 〇 |    |
| 第23回オーシャンカップ       | 2018年7月16日  | 若松   | ナイター | .13 | まくり   | 1号艇以外で初のSG優勝                                                                                             | 〇 | 〇 |
| 第64回ボートレースメモリアル | 2018年8月28日  | 丸亀   | ナイター | .11 | 逃げ     | 2年連続15人目のSG連覇                                                                                             | 〇 |    |
| 第65回ボートレースメモリアル | 2019年9月1日   | 大村   | ナイター | .09 | 逃げ     | ボートレースメモリアル連覇 同競走初の優勝戦1号艇で連覇                                                            |    |    |
| 第66回ボートレースダービー   | 2019年10月27日 | 児島   | デイ     | .10 | 逃げ     | デイレースSG初制覇 3年連続（同年に吉川元浩がSG連覇を達成してSG連覇人数は16人となった）のSG連覇 2度目のSG連覇      | 〇 |    |
| 第23回チャレンジカップ       | 2020年11月29日 | 蒲郡   | ナイター | .11 | 逃げ     | 2020年最後のナイターSGを制覇 （同年はオールスター、メモリアル、ダービー、チャレンジカップがナイター開催であった） | ○  |    |
| 第59回ボートレースクラシック | 2024年3月20日  | 戸田   | デイ     | .08 | 差し     | 1号艇吉川元浩が転覆失格 3号艇土屋智則が不完走失格                                                                 |    |    |
| 第39回グランプリ             | 2024年12月22日 | 住之江 | ナイター | .19 | 逃げ     | |    |    |

### GI
- 第24回新鋭王座決定戦競走（2010年1月24日・浜名湖）
- 開設62周年記念 尼崎センプルカップ（2014年6月19日・尼崎）
- 開設63周年記念 京極賞（2015年5月21日・丸亀）
- 開設59周年記念 赤城雷神杯（2015年9月20日・桐生）
- 開設62周年記念 大渦大賞（2015年10月4日・宮島）
- 開設63周年記念 徳山クラウン争奪戦 （2016年10月14日・徳山）
- 開設64周年記念 トーキョー・ベイ・カップ（2018年7月25日・平和島）
- 開設65周年記念 大渦大賞（2018年10月6日・鳴門）
- ダイヤモンドカップ（2018年11月15日・鳴門）
- 開設66周年記念 ウェイキーカップ（2020年4月16日・多摩川）
- 開設64周年記念 赤城雷神杯（2020年11月3日・桐生）
- 開設68周年記念 北陸艇王決戦（2021年11月9日・三国）
- 開設69周年記念 全日本王座決定戦（2022年1月26日・芦屋）
- 開設66周年記念 赤城雷神杯（2022年9月6日・桐生）
- 開設68周年記念 ウェイキーカップ (2023年3月11日・多摩川)
- 開設70周年記念 海の王者決定戦(2023年3月31日・大村)
- 尼崎センプルカップ（開設72周年記念）（2025年3月8日・尼崎）
- 開設70周年記念 トーキョー・ベイ・カップ（2025年3月20日・平和島）

### GII
- モーターボート大賞（2012年12月10日・唐津）
- 第3回全国ボートレース甲子園（2021年7月11日・丸亀）
- 第6回全国ボートレース甲子園（2024年7月15日・津）

## 戦績
- 出走回数：4812回
- 1着回数：1511回
- 優出回数：212回
- 優勝回数：78回
- SG優勝回数：9回
- SG優出回数：28回
- SG出走回数：769回
- G1優勝回数：16回
- G1優出回数：56回
- G1出走回数：1675回
- フライング（F）回数：21回
- 出遅れ（L）回数：1回
- 通算勝率：7.16
- 2連対率：50.94
- 3連対率：66.21
- 生涯獲得賞金：15億8430万7633円